# 7e division de réserve (Empire allemand)
Pour les articles homonymes, voir 7e division.
La 7e division de réserve est une unité de l'armée allemande qui participe à la Première Guerre mondiale. Elle forme avec la 22e division de réserve le IVe corps de réserve. Engagée avec la Ire armée allemande dans la poursuite des troupes alliées, la division combat vers Le Cateau puis sur l'Ourcq. Après le repli allemand sur l'Aisne, la division occupe un secteur dans les environs de Soissons et participe à plusieurs actions locales jusqu'en septembre 1915.
De septembre 1915 à mai 1916, la 7e division de réserve est transférée en Champagne et combat vers Tahure. À partir du mois de mai, elle combat à Verdun vers Thiaumont. En septembre, elle combat dans la Somme. Durant l'année 1917, la division occupe un secteur du front vers Verdun, puis en Champagne dans le secteur des Monts. En 1918, elle est employée dans l'attaque allemande de printemps, elle n'est plus ensuite utilisée que dans des taches défensives. la division combat avec de fortes pertes durant l'offensive Meuse-Argonne. Après la signature de l'armistice, la division est transférée en Allemagne et dissoute au cours de l'année 1919.

## Première Guerre mondiale

### Composition

#### Composition à la mobilisation - 1915
- 13e brigade d'infanterie de réserve

27e régiment d'infanterie de réserve
36e régiment d'infanterie de réserve
- 14e brigade d'infanterie de réserve

66e régiment d'infanterie de réserve
72e régiment d'infanterie de réserve
- 7e régiment d'artillerie de campagne de réserve (6 batteries)
- 4e bataillon de jäger de réserve
- 3 escadrons du 1er régiment de cavalerie lourde de réserve
- 4e compagnie du 4e bataillon de pionniers

#### 1916
- 14e brigade d'infanterie de réserve

36e régiment d'infanterie de réserve
66e régiment d'infanterie de réserve
72e régiment d'infanterie de réserve
- 7e régiment d'artillerie de campagne de réserve (9 batteries)
- 4e bataillon de jäger de réserve
- 3 escadrons du 1er régiment de cavalerie lourde de réserve
- 4e compagnie du 4e bataillon de pionniers

#### 1917
- 14e brigade d'infanterie de réserve

36e régiment d'infanterie de réserve
66e régiment d'infanterie de réserve
72e régiment d'infanterie de réserve
- 96e commandement d'artillerie divisionnaire

7e régiment d'artillerie de campagne de réserve (9 batteries)
- 3 escadrons du 1er régiment de cavalerie lourde de réserve
- 307e bataillon de pionniers

#### 1918
- 14e brigade d'infanterie de réserve

36e régiment d'infanterie de réserve
66e régiment d'infanterie de réserve
72e régiment d'infanterie de réserve
- 96e commandement d'artillerie divisionnaire

7e régiment d'artillerie de campagne de réserve (9 batteries)
52e bataillon d'artillerie à pied
- 3 escadrons du 9e régiment de dragons

### Historique
Au déclenchement de la Première Guerre mondiale, la 7e division de réserve forme avec la 22e division de réserve le 4e corps de réserve rattaché à la Ire armée allemande.

#### 1914
- 10 - 12 août : concentration de la division dans la région de Düsseldorf.
- 12 - 25 août : entrée en Belgique, la division atteint Bruxelles par Tongres le 19 août et Louvain. Progression vers le sud par Enghien et Ath.
- 25 - 30 août : entrée en France, fait partie de l'aile gauche de l'armée allemande lors de la bataille du Cateau.
- 30 août - 5 septembre : poursuite des troupes alliées vers le sud par Amiens le 30 et 31 août, Clermont, Creil et Senlis le 4 septembre.
- 5 - 9 septembre : engagée dans la bataille de la Marne sur l'Ourcq, combats vers Puisieux, Neufmontiers, Monthyon. La division subit des pertes importantes durant ces combats[1].
- 10 - 12 septembre : repli en direction général de Soissons par Villers-Cotterêts, Cœuvres et Port-Fontenoy.
- 13 septembre 1914 - 22 septembre 1915 : occupation d'un secteur du front compris la route de Soissons à Laon et Nouvron ; engagée dans la bataille de l'Aisne.

12 novembre : attaque sur le plateau de Nouvron, la division déplore de fortes pertes.
12 - 13 janvier 1915 : éléments engagés dans les combats autour de Soissons.
juin : éléments envoyés en renfort durant l'attaque française sur la ferme de Quennevières.

#### 1915
- 22 septembre 1915 - 30 janvier 1916 : retrait du front, mouvement vers la Champagne. Engagée à partir du mois d'octobre dans la bataille de Champagne, pertes importantes dans les combats autour de Tahure. Puis à partir du 4 novembre occupation et organisation d'un secteur du front dans le même secteur.

#### 1916
- 30 janvier - fin février : retrait du front, repos dans la région de Rethel.
- fin février - 10 mai : mouvement vers le front, occupation d'un secteur dans la région au nord de Prosnes.
- 10 - 25 mai : retrait du front, repos au camp de Sissonne.
- 25 mai - 1er juillet : mouvement vers Verdun, engagée dans la bataille de Verdun dans le secteur de Thiaumont, de Damloup et du bois de la Caillette[1].

1er, 2 et 3 juin : attaques allemandes sur le bois de la Caillette.
21 juin : attaques allemandes sur le bois de Vaux-Chapitre avec de lourdes pertes.
- 1er juillet - 30 août : mouvement de rocade, la division occupe un secteur du front en Argonne au nord de Ville-sur-Tourbe entre la Main de Massiges et l'Aisne.
- 31 août - 23 septembre : retrait du front, repos et reconstitution dans la région de Longwy.
- 23 septembre - 18 octobre : engagée dans la bataille de la Somme, combat dans la région de Gueudecourt.
- 18 octobre 1916 - 8 janvier 1917 : retrait du front, mouvement en Champagne. Occupation d'un secteur entre Ville-sur-Tourbe et Cernay-en-Dormois.

#### 1917
- 8 janvier - 5 février : retrait du front, repos.
- 5 février - 17 avril : mouvement vers Verdun, occupation d'un secteur du front vers Louvemont et Les Chambrettes.
- 17 avril - 25 mai : mouvement de rocade et occupation d'un secteur du front dans la région de Cernay-lès-Reims.
- 25 mai - 15 août : en ligne dans la région du mont Téton et de Moronvilliers, engagée dans les derniers jours de la bataille des monts de Champagne.
- 15 août - 1er septembre : retrait du front, repos dans la région d'Aussonce.
- 2 septembre 1917 - 14 janvier 1918 : mouvement vers le front, occupation d'un secteur du front dans la région Nauroy, mont Haut, mont Cornillet.

#### 1918
- 14 janvier - 14 mars : relevée par la 14e division d'infanterie royale bavaroise[2], mouvement vers Wassigny ; repos et instruction.
- 14 - 21 mars : mouvement par étapes nocturnes vers Saint-Quentin en passant par Dizy-le-Gros, Bucy-lès-Pierrepont, Marle, Origny et Mesnil-Saint-Laurent.
- 22 - 29 mars : placée en réserve, la division suit la progression des troupes allemandes et passe par Itancourt, Essigny-le-Grand, Seraucourt-le-Grand, Saint-Simon, Golancourt, Muirancourt et Candor[2].
- 29 mars - 1er avril : relève la 1er division d'infanterie bavaroise à l'est de Lassigny[2]. Engagée dans l'Opération Michael et attaque dans la région de Lassigny, pertes très lourdes durant les combats.
- 2 - 26 avril : retrait du front, repos et reconstitution.
- 26 avril - 1er juin : mouvement dans le secteur de Reims, relève la 25e division de réserve occupation d'un secteur entre la Miette et l'Aisne[2]. Engagée à partir du 27 mai dans la bataille de l'Aisne ; relevée dans la région de Ville-en-Tardenois.
- 2 juin - 5 juillet : repos, puis mouvement en Champagne.
- 6 juillet - début août : relève de la division de cavalerie de la Garde[2].

14 juillet : la division passe en seconde ligne pour laisser en première ligne une division d'attaque lors de la bataille de Champagne.
20 juillet : relève de la 1re division d'infanterie dans la région de Saint-Hilaire.
- début août - 31 août : mouvement de rocade, la division occupe un secteur du front à l'ouest de Chavigny, nombreuses actions locales.
- 1er - 17 septembre : retrait du front, mouvement vers Fourmies ; repos.
- 17 - 24 septembre : transport par V.F. de Trélon vers Grandpré, puis mouvement par étapes vers Saint-Juvin et Brieulles-sur-Meuse.
- 25 - 28 septembre : engagée à partir du 26 septembre dans l'offensive Meuse-Argonne dans le secteur à l'ouest de la Meuse.
- 28 septembre - 9 octobre : retrait du front, repos.
- 9 octobre - 11 novembre : à partir du 9 octobre, des éléments sont en secteur vers la Meuse. À partir du 25 octobre, la division est retirée du front du fait des pertes lors des combats en Argonne[n 2]. Après la signature de l'armistice, la division est rapatriée en Allemagne et dissoute au cours de l'année 1919.

## Chefs de corps
| Grade           | Nom                              | Date                       |
| --------------- | -------------------------------- | -------------------------- |
| Generalleutnant | Bogislav Friedrich von Schwerin  | 2 août 1914 - 13 mai 1918  |
| Generalmajor    | Hugo Karl August Bacmeister (de) | 14 mai - 26 juin 1918      |
| Generalmajor    | Wilhelm Ribbentrop               | 27 juin - 27 novembre 1918 |